# Actually
Actually é o segundo álbum de estúdio da dupla britânica Pet Shop Boys, lançado em 1987.
Contém dois dos maiores sucessos da dupla: "What Have I Done To Deserve This?" (com a participação de Dusty Springfield nos vocais), e o mega hit "It's a Sin", talvez a música mais conhecida e de maior sucesso dos Pet Shop Boys. Os fãs mais ardorosos também apreciam "Rent" e "Heart", sendo que esta, assim como "It's A Sin", alcançou o 1º lugar nas paradas britânicas.
Assim como Please, Actually é um dos precursores da música electronica dançante nos anos 80, e foi incluído em diversas listas de melhores do passado por ser claramente influencial na música pop e dance.
O disco atingiu o nº 25 da Billboard 200.
| Críticas profissionais                                                      | Críticas profissionais |
| Avaliações da crítica                                                       | Avaliações da crítica  |
| Fonte                                                                       | Avaliação              |
| --------------------------------------------------------------------------- | ---------------------- |
| allmusic                                                                    | [ 2 ]                  |
| Robert Christgau                                                            | (A-)                   |
| Rolling Stone                                                               | (Desfavorável)         |
| Esta tabela precisa de ser acompanhada por texto em prosa. Consulte o guia. |                        |

## Faixas
1. "One More Chance" - 5:30
2. "What Have I Done to Deserve This?" (com Dusty Springfield) - 4:18
3. "Shopping" - 3:37
4. "Rent" - 5:08
5. "Hit Music" - 4:44
6. "It Couldn't Happen Here" - 5:20
7. "It's a Sin" - 4:59
8. "I Want to Wake Up - 5:08
9. "Heart" - 3:58
10. "King's Cross" - 5:10

## Créditos
- Chris Lowe
- Neil Tennant

## Certificações e vendas
| Região                                                                                                  | Certificação | Vendas    |
| --- | ------------ | --------- |
| Áustria (IFPI Austria)                                                                                  | Ouro         | 25 000*   |
| Brasil                                                                                                  |              | 160,000   |
| Canadá (Music Canada)                                                                                   | Platina      | 150 000^  |
| Finlândia (IFPI Finlândia)                                                                              | Platina      | 68,416    |
| Alemanha (BVMI)                                                                                         | Platina      | 750 000^  |
| Hong Kong (IFPI Hong Kong)                                                                              | Platina      | 30 000*   |
| Nova Zelândia (RMNZ)                                                                                    | Platina      | 22 500^   |
| Espanha (PROMUSICAE)                                                                                    | Platina      | 150 000^  |
| Suécia (GLF)                                                                                            | Ouro         | 50 000^   |
| Suíça (IFPI Switzerland)                                                                                | Platina      | 75 000^   |
| Reino Unido (BPI)                                                                                       | 3× Platina   | 1,000,000 |
| Estados Unidos (RIAA)                                                                                   | Ouro         | 700,000   |
| Resumos                                                                                                 |              |           |
| Mundo                                                                                                   |              | 4,000,000 |
| *números de vendas baseados somente na certificação ^números de vendas baseados somente na certificação |              |           |